# Guinda
A guinda é a distância vertical entre o plano horizontal que interceta a linha d'água e o plano horizontal que interseta o ponto mais alto de um navio. Quando se menciona a guinda do navio considera-se a guinda referente à linha d'água de projeto do navio.